# Arge
Arge is een geslacht van vliesvleugelige insecten uit de familie Argidae.

## Soorten
- A. auripennis Konow, 1891
- A. beckeri (Tournier, 1889)
- A. berberidis Schrank, 1802
- A. caucasica Tournier, 1889
- A. ciliaris (Linnaeus, 1767)
- A. cyanocrocea (Forster, 1771)
- A. dimidiata (Fallen, 1808)
- A. enodis (Linnaeus, 1767)
- A. frivaldszkyi (Tischbein, 1852)
- A. fuscipennis (Herrich-Schäffer, 1833)
- A. fuscipes (Fallen, 1808)
- A. gracilicornis (Klug, 1814)
- A. melanochra (Gmelin, 1790)
- A. metallica (Klug, 1834)
- A. nigripes (Retzius, 1783)
- A. ochropus (Gmelin, 1790)
- A. pagana (Panzer, 1798)
- A. pallidinervis Gussakovskij, 1935

- A. pleuritica (Klug, 1834)
- A. pullata (Zaddach, 1859)
- A. rustica (Linnaeus, 1758)
- A. scita (Mocsary, 1880)
- A. shawi Liston, 1992
- A. simulatrix Konow, 1887
- A. sorbi Schedl & Pschorn-Walcher, 1984
- A. stecki Benson, 1939
- A. tergestina (Kriechbaumer, 1876)
- A. thoracica (Spinola, 1808)
- A. ustulata (Linnaeus, 1758)